# مويوجالبا
مويوجالبا ( تلفظ بالإسبانية: ‎/moʝoˈɣalpa/‏ ) هي بلدية في قسم ريفاس في نيكاراغوا . مويوجالبا هي أكبر قرية وموطن أكبر موانئ العبارات الثلاثة في جزيرة Ometepe . هناك العديد من الفنادق وبيوت الشباب والمطاعم في الجزيرة ، إلى جانب متاجر صغيرة تسمى "Pulperias" تبيع مجموعة متنوعة من العناصر من الوجبات الخفيفة إلى الملابس الأساسية. في عام 2016 ، افتتح Walmart سوبر ماركت Pali في مويوجالبا لخدمة أكثر من 40،000 من سكان الجزيرة ، بما في ذلك العديد من المغتربين وآلاف السياح الزائرين. منذ افتتاح Pali ، قامت العديد من البُلبريات الصغيرة بتحسين اللحوم والمنتجات والمنتجات المعروضة للبيع ، وإضافة العديد من العناصر التي لا تقدمها Pali.

## علم أصول الكلمات
في اللغة الأصلية ، تعني مويوجالبا «مكان البعوض».

## التقاليد
مويوجالبا تشابه العديد من المدن على طول الجزيرة ، يمزج شعب مويوجالبا التقاليد الأصلية والأوروبية والكاثوليكية. ليس هناك وقت عندما يتم عرض هذا بشكل أفضل من خلال مهرجان قديس الراعي. يشتهر مهرجان مويوجالبا بعيدًا عن el baile de las Inditas.  من المفترض أن تمثل هذه الرقصة العلاقة بين السكان الأصليين لنيكاراغوا والأوروبيين والجمع بين الثقافتين. المرأة تمثل السكان الأصليين بينما الرجل يمثل الرقص. يمثل الرقص العلاقة على أنها علاقة مليئة بالحب والاحترام والفروسية ، على الرغم من أنها ليست بالضرورة مساواة. 

## زيارة هنا والتجول
هناك الكثير من الأماكن للإقامة في مويوجالبا من الفنادق الراقية إلى استئجار أرجوحة على شرفة. السكان المحليون ودودون للغاية ويرحبون بالزائرين الذين يصل عددهم إلى 40.000 زائر سنويًا. يأخذ معظم الزوار حافلة أبولو (غالبًا ما يتم تفسيرها على أنها «حافلة دجاج» باللغة الإنجليزية) أو يستأجرون سكوترًا أو دراجة نارية للتنقل. 

## ميناء العبارات
هناك عبّارات ولانشات متعددة تعمل طوال اليوم ، كل يوم ، بما في ذلك العطلات. معظمها يمتد من ميناء سان خورخي للعبارات إلى مويوجالبا ، لكن البعض يركض إلى سان خوسيه ديل سور . ساعات العبارات موسمية وتعتمد إلى حد ما على الطقس. 
غالبية الناس لا يجلبون سيارتهم عبر الجزيرة ، فهم يسافرون على متن العبارة أو لانكا سيرا على الأقدام. غالبية حركة مرور المركبات تجارية بطبيعتها. يُنصح بالحجز مقدمًا قبل 5 أيام إذا كنت ستحضر مركبة عبر الموسم المزدحم (منتصف نوفمبر - منتصف مايو). 